# Оксе
Оксе (фр. Auxais) насеље је и општина у северној Француској у региону Доња Нормандија, у департману Манш која припада префектури Сен Ло.
По подацима из 2011. године у општини је живело 178 становника, а густина насељености је износила 22,94 становника/km². Општина се простире на површини од 7,76 km². Налази се на средњој надморској висини од 16 метара (максималној 19 m, а минималној 2 m).

## Демографија
| 1962. | 1968. | 1975. | 1982. | 1990. | 1999. | 2011. |
| ----- | ----- | ----- | ----- | ----- | ----- | ----- |
| 155   | 180   | 156   | 135   | 130   | 137   | 178   |

График промене броја становника у току последњих година